# Jimmy Speirs
James Hamilton Speirs (Govan, Glasgow, 1886. március 22. – Passchendaele salient, 1917. augusztus 20.) skót labdarúgócsatár. Az 1911-es FA-kupa döntőben a győztes gól az ő nevéhez fűződött, továbbá az első világháború során katonai kitüntetést kapott.
Glasgowban született és hivatalnokként dolgozott, miközben az Annandale csapatában volt igazolt labdarúgó. Profi pályafutását a helyi ifjúsági csapatnál, a Maryhill FC-nél kezdte, ahol kevesebb mint egy szezont töltött, ezt követően a Rangershez szerződött. Három évet töltött ott, de mindössze a Glasgow Merchants' Charity Kupát nyerte meg, ezek után egy harmadik glasgowi klubhoz, a Clyde FC-hez igazolt, majd elhagyva Skóciát a Bradford Cityhez csatlakozott két évre, következő egyesülete pedig újabb két évig a Leeds City volt. Legnagyobb sikerét a Bradford Citynél érte el második idényében, amikor 1911-ben az FA-kupa döntőben ő volt a csapatkapitány és az egyetlen találat szerzője, így nyolc skót származású játékossal a gárda begyűjtötte a trófeát. 
Az első világháború kitörése után a szezon még egy évig folytatódott, ennek végeztével Speirs visszatért Glasgowba. Nősként és két kisgyermek édesapjaként felmentést kapott volna a sorkatonaság alól, de 1915-ben önként jelentkezett a Királynő Saját Cameron Felvidéki Seregébe, ahol őrvezetővé, tizedessé és őrmesterré léptették elő és a terepen tanúsított bátorságáért katonai kitüntetésben részesült, ám 1917 augusztusában, 31 évesen a harmadik ypres-i csata során életét vesztette.

## Gyermekkora
1886. március 22-én született a skóciai Glasgow Govan kerületében James Hamilton Speirs és Janet Shields Speirs (született: McLean) hat gyermeke közül ötödikként. 1901-ben a család a közeli Govanhillbe költözött, ahol Jimmy hivatalnokként dolgozott. A labdarúgáshoz való affinitása is ott mutatkozott meg először, ekkor az ifjúsági körben játszott Glasgow fekete salakos pályáin az Annandale csapatában nyári tornákon.

## Pályafutása

### Skót csapatokban
1905-ben a középcsatárként játszó Speirs a Glasgow Junior League-ben szereplő Maryhillhez igazolt. Maryhill központja, a Lochburn Park öt métföldre volt Speirs otthonától, az ifjúsági ligák legjobb csapatai közé tartozott és a 20. század fordulóján nyolc szezon alatt 13 trófeát gyűjtött be.
Az 1904–1905-ös csapatban hat utánpótlás válogatott játékos szerepelt és a gárda három címet nyert abban az idényben. Speirs első gólja 1905. április 29-én volt esedékes, mely során a Maryhill két találatával 2–0-ra győzte le a Parkhead FC-t. A Glasgow Junior Cup döntőjében újra eredményes volt az Ashfield elleni 3–3-as döntetlen alkalmával, majd az újrajátszás során az egyetlen gól az ő nevéhez fűződött, mellyel a Maryhill megnyerte a kiírást. A Maryhill megnyerte a Glasgow Merchants Charity Cup nevű tornát is, bár nem tudni, hogy Speirs játszott-e a döntőben és hogy megnyerte-e a trófeát.
A szezon végén Speirs és a szintén ifjúsági válogatott John McFie is a skót első osztályú Rangers csapatához szerződött, mely városi riválisa, a Celtic mögött a második helyen végzett, miután vereséget szenvedett tőlük a rájátszásban. Speirs 1905. szeptember 25-én mutatkozott be a klubban, amikor  a Heart of Midlothiantól 5–0-ra kaptak ki az Ibrox Stadionban. Első gólját két héttel később, a következő bajnokin szerezte a Port Glasgow vendégeként a 4–1-re megnyert mérkőzésen.
A skót kupa első fordulójában mesterhármast ért el a 7–1-es győzelem során a másodosztályú Arthurlie ellen, majd megnyerte a Glasgow Merchants' Charity Cup-ot, ahol az elődöntőben és a döntőben is kétszer talált a kapuba. A Rangers azonban mindössze a negyedik helyen végzett a bajnokságban, míg a Celtic megvédte címét. A következő szezonban a harmadik helyen végeztek, Speirs 13 góljával közösen osztozott a gólkirályi címért, de a Celtic újra a bajnokság győztese lett. A Celtic 3–0-ra győzte le a Rangerst 60 ezer szurkoló előtt a kupasorozatban. A Rangers egyetlen trófeája abban az idényben a Merchants' Charity Cup újabb megszerzése volt, de ott Speirs nem játszott.
1907–1908-ban ismét a Celtic lett a bajnokság győztese, a Rangers pedig bronzérmes lett és riválisát kiejtette a kupasorozatból. A csapat a Glasgow kupa döntőjében is találkozott, a Celtic a második találkozót megnyerte. Speirs 13 találkozón lépett pályára, ezek egyikén sem a Rangers nem veszített mérkőzést, majd összesen 62 meccsen 29 gólt szerezve távozott a gárdától. 1908. március 7-én az utolsó napjait töltve a klubnál debütált a skót válogatottban, ahol 2–1-es győzelmet arattak Wales felett. 11 nappal később a városi kupában a Glasgow csapatában játszva a Sheffield ellen gólt jegyzett, a találkozó 2–2-es döntetlennel ért véget.
1908 nyarán, három Rangersnél töltött évad után egy újabb glasgowi székhelyű klubhoz, a Clyde FC-hez szerződött, mely később az első osztályban szerepelt.  A Clyde Shawfield Park otthona három mérföldre volt Speirs otthonától Govanhillben, a város Rutherglen körzetében, ahol nagyszülei és az édesapja éltek. Az 1907–1908-as szezonban a Clyde a 17. helyen végzett, egy ponttal megelőzve a kieső Port Glasgowt. Speirs 14 bajnoki mérkőzést játszott, ezzel hozzásegítette őket addigi legjobb eredményükhöz, a harmadik helyhez, így a városi rivális Celtictől három ponttal maradtak le. A skót kupa elődöntőjében a Clyde az újrajátszást követően vereséget szenvedett a Celtictől. Ez volt Speirs egyetlen szezonja, mely során 20 összecsapáson 10 találatot szerzett.

### Bradford City
Speirs 1909 nyarán elhagyta szülőföldjét, Skóciát és az angol Bradford Cityhez igazolt, melyet honfitársa, Peter O’Rourke menedzselt. Ez volt a tréner második szezonja az első osztályban az 1907–1908-as feljutást követően, fő célja volt megerősíteni csapatát, miután első idényében kis híján kerülték el a kiesést.
Egy olyan gárdát állított össze, melyben több skót játékos is szerepelt, valamint az angol válogatott Dicky Bondot is leigazolta. Speirs az 1909–1910-es évad első fordulójában debütált, ekkor csapata 1–0-s vereséget szenvedett a Manchester Unitedtől. Első gólját három hónappal később szerezte a Sunderland elleni 3–1-es győzelem során, egy 10 meccsen át tartó veretlenségi széria közepén. Az első idényében mind a 38 meccsen játszott és hatszor volt eredményes, a City pedig a hetedik helyen végzett. Mindkét FA-kupa mérkőzésen szerepelt, az első fordulóban 4–2-re győztek a Notts County ellen.

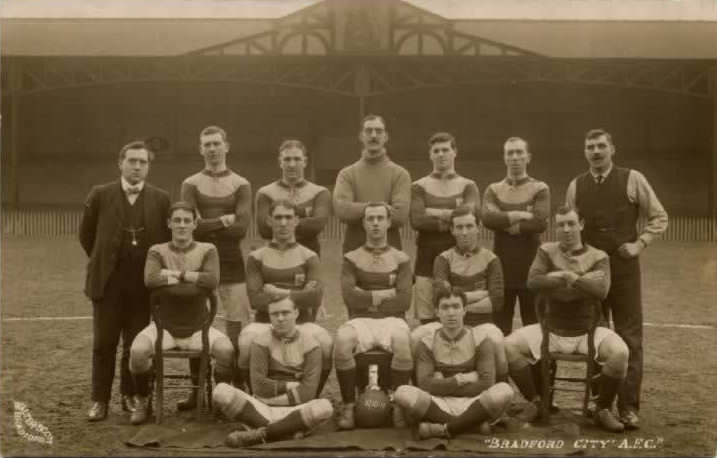
Az 1911-es FA-kupa győztes Bradford City. Speirs a középső sor közepén ül.

A következő idényben Speirs rekordot állított fel a bajnokságban. 25 bajnoki mérkőzésen hét gólt szerzett, ezzel a gárdát az ötödik helyre segítette, melyen a klub azóta sem tudott javítani. Ugyanebben a szezonban a klub bejutott az FA-kupa döntőbe, Speirs a kiírás minden meccsén pályára lépett, a második fordulóban góljának köszönhetően 2–1-es győzelmet arattak a Norwich City ellen. Speirst, valamint Frank Thompsont és George Robinsont az Angol labdarúgó-szövetség elítélte, miután a Blackburn Rovers elleni elődöntőben a meccs labdájáért küzdöttek.
Speirs csapatkapitányként várta a döntőt, az ellenfél csapatkapitányának, Colin Veitchnek pedig az előtte álló napokban levelet írt. Ennek tartalma nem ismert, de válaszul Veitch azt mondta, Speirs józan szavakkal fejezte ki a bajtársiasság valódi szellemét és a megfelelő érzelmeket, melyeket az ember a sportolóhoz és a sporthoz kapcsolódóan szeretne látni. 1911. április 22-én Speirs nyolc skót játékosból álló csapatot vezetett a pályára a Crystal Palace-ban a Newcastle United elleni döntőben. A meccs 0–0-s döntetlennel végződött, melyet határozottan unalmas és eseménytelen találkozónak tituláltak.
A mérkőzést négy nappal később játszották újra a manchesteri Old Traffordon, a City részéről egyetlen változás történt a csapatban, a skót hátvéd, Willie Gildea helyett Bob Torrance kezdett. 15 perc elteltével Speirs megszerezte az összecsapás egyetlen gólját, melynek köszönhetően megnyerték a trófeát. Robinson kaupralövését a szél elfújta, így Frank Thomson el tudta azt fejelni. Maga Speirs fejelte a kapuba a labdát, Jimmy Lawrence-et, az ellenfél kapusát pedig a csatár, Frank O’Rourke akadályozta abban, hogy hárítani tudjon, így a labda a kapuba gurult. Speirs a magasba emelte az újonnan öntött trófeát, melyet a bradfordi ékszerészet, a Fattorinis készített, majd a győzelmi parádén még aznap este bemutatta Bradfordban. Másnap a serleggel együtt a Daily Mirror újság címlapján szerepelt.
A címvédés hat gólt nem kapó találkozó után ért véget, miután a Barnsley ellen 3–2-re veszítettek, Speirs a találkozón eredményes volt. A szezonban mindössze 10 meccsen lépett pályára, szeptembetől márciusig nem játszott és hét góllal zárta a szezont. 1912. március 30-án a Sheffield Wednesday elleni 5–1-es győzelem során jegyezte második mesterhármasát. A következő idény során az első 15 meccsből 13-szor pályára lépett, majd távozott. Összesen 96 találkozót játszott és 33 gólt szerzett.

### Leeds City
1912 decemberében 1200 font fejében (mely mindkét gárda részéről klubrekordnak számított) csatlakozott a szomszédos Leeds Cityhez, mely a másodosztály tagja volt, így Herbert Chapman egyik első igazolása lett. December 28-án debütált a Fulham elleni 3–2-es vereség során és bár első gólja az ötödik meccsén, a Bradford Park Avenue ellen született, 10 találatával a góllövőlista második helyén végzett Billy McLeod mögött. Góljainak köszönhetően a Leeds a hatodik helyen végzett, 10 ponttal lemaradva a feljutást érő helytől. A következő szezonban közelebb kerültek a feljutáshoz, annak ellenére, hogy Speirs csapatkapitányként 12 gólt jegyzett, McLeod pedig 27-szer volt eredményes, mely által negyedikek lettek, kettő ponttal lemaradva a második feljutást érő helyezéstől a Bradford Park Avenue mögött. 1914 júniusában kitört az első világháború, ám az English Football League küzdelmei folytatódtak. A Leeds elveszítette az első négy meccsét, teljesítményén pedig nem tudott javítani és mindössze a 15. helyen végzett. Speirs 1914. november 11-én szerezte a West Riding Cup döntőjének egyetlen gólját a Hull City ellen, ezzel begyűjtve a csapat egyetlen trófeáját, mielőtt 1919-ben kizárták őket a bajnokságból, majd feloszlatták. Az összes bajnokságot felfüggesztették a szezon végén, 1915. április 24-én  Speirs utolsó meccsét játszotta a Barnsley ellen, ahol 2–0-s vereséget szenvedtek. A Leeds Cityben 73 mérkőzésen 32-szer volt eredményes.
Speirs összesen 226 bajnoki mérkőzést, 30 skót és FA-kupa meccset és számos más kupatalálkozót játszott. Pályafutása során 92 bajnoki találatot és 12 gólt szerzett a kupában.

## Az első világháborúban

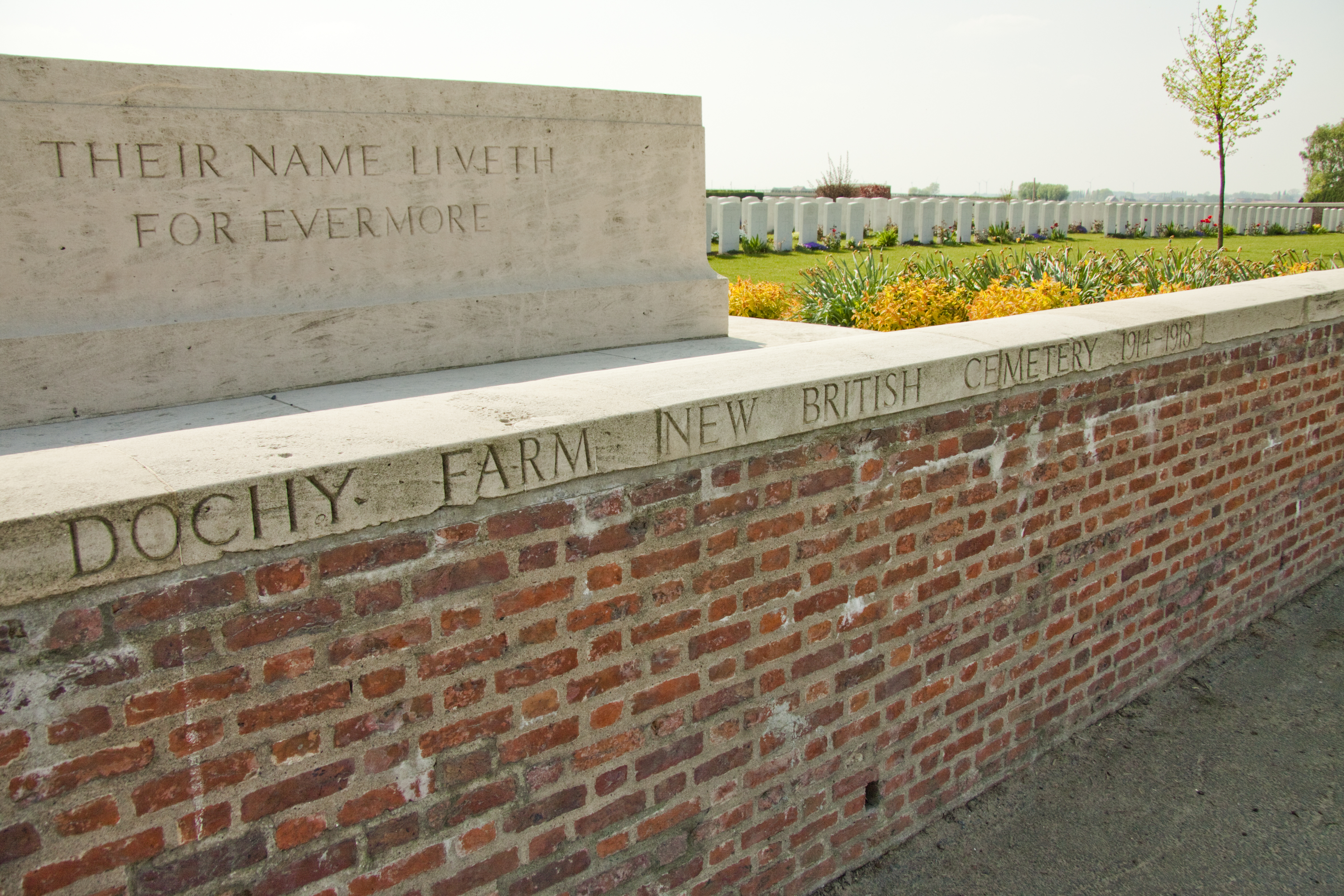
Sírköve a Doch Farm Új Brit Temetőben

Az 1914–1915-ös szezon végén visszatért szülővárosába, Glasgowba és 1915. május 17-én beállt a Királynő Saját Cameron Felvidéki Seregébe. Egy éve volt hátra a hadkötelezettségig, mely alól mentesült volna, mivel házas volt és két gyermek édesapja is. Közlegényként az ezred invernessi főhadiszállására helyezték ki, ahol a harmadik, tartalékos zászlóaljhoz csatlakozott kiképzés céljából. Miközben kiképzésen volt, őrvezetőnek nevezték ki, miután a brit csapatok súlyos vereséget szenvedtek. 1916. május 29-én küldték ki a tengerentúlra. A következő hónapban tizedessé léptették elő. Még ugyanabban az évben megsebesült a könyöke egy lövés és egy repeszreszelék következtében.
1917 áprilisában részt vett a második arrasi csatában, melyért 1917 májusában kitüntetést kapott bátorságáért, mielőtt júniusban őrmesterré léptették elő. A következő hónapban hazatért Skóciába szabadságra, de hamarosan visszatért Franciaországba és 1917. augusztus 20-án a harmadik ypres-i csata során, 31 évesen életét vesztette. Előretörés közben combon lőtték és egy gránáttölcsérbe csúszott. Ellátták, de ezrede elhagyta és többé nem látták. A Doch Farm új brit Temetőben temették el Belgiumban, Ypres közelében.

## Magánélete és emlékezete
1906. október 14-én Glasgowban feleségül vette Elizabeth Lennox Mabent. 1907. december 11-én született első gyermekük, James Hamilton Speirs. Speirs, aki az esküvő idején hivatalnokként dolgozott, foglalkozásaként a szertartás során szeszesital kereskedő volt feltüntetve. 1912. augusztus 6-án született második gyerekük, Elizabeth Maben Speirs, akit Bettyként ismertek.
Speirs szabadkőműves volt. 1908. március 11-én avatták fel a glasgowi székhelyű 553-as számú Szent Vince Sandyford páholyban, mindössze négy nappal azután, hogy bemutatkozott a skót válogatottban. Miután távozott Glasgowból, tartotta a kapcsolatot a szálláshellyel. 1913. február 12-én kőműves mester, majd örökös tag lett.
Az 1920-as években halála után Bessie újraházasodott, majd Dél-Angliába költözött Bettyvel és új férjével. Fia Skóciában maradt, de később Kanadába emigrált. 2003-ban családja elárverezte az 1911-es FA-kupa aranyérmét a katonai és szolgálati medáljával. Az FA-kupa érmét 26 210 fontért adták el, mely a kupaérmek rekordjának számít.
A Bradford City szurkolója, Mark Lawn vásárolta meg az aranyérmet. Lawn később klubelnök lett és lehetővé tette Frank Thomson mellett, hogy az érmet kiállítsák a klub múzeumában. 2003-ban Speirs érmei a Bradford City századik évfordulójára rendezett kiállítás részét képezték a Bradfordi Ipari Múzeumban, valamint a Greater Manchesterben található Északi Birodalmi Háborús Múzeumban is bemutatásra kerültek a sportot és a háborút összekapcsoló kiállítás részeként.

## Sikerei, díjai
Annandale
- Glasgow Junior Cup: 1904–1905

Rangers
- Glasgow Merchants Charity Cup: 1905–1906[3]

Bradford City
- FA-kupa: 1910–1911[3]

Leeds City
- West Riding Cup: 1913–1914

## Pályafutása statisztikái
| Klub                | Szezon              | Liga                           | Liga  | Liga | Nemzeti kupa | Nemzeti kupa | Összesen | Összesen |
| Klub                | Szezon              | Bajnokság                      | Mérk. | Gól  | Mérk.        | Gól          | Mérk.    | Gól      |
| ------------------- | ------------------- | ------------------------------ | ----- | ---- | ------------ | ------------ | -------- | -------- |
| Rangers             | 1905–1906           | Scottish First Division        | 18    | 6    | 3            | 3            | 21       | 9        |
| Rangers             | 1906–1907           | Scottish First Division        | 22    | 13   | 3            | 1            | 25       | 14       |
| Rangers             | 1907–1908           | Scottish First Division        | 13    | 5    | 3            | 1            | 16       | 6        |
| Rangers             | Összesen            | Összesen                       | 53    | 24   | 9            | 5            | 62       | 29       |
| Clyde               | 1908–1909           | Scottish League First Division | 14    | 7    | 6            | 3            | 20       | 10       |
| Bradford City       | 1909–1910           | First Division                 | 38    | 6    | 2            | 1            | 40       | 7        |
| Bradford City       | 1910–1911           | First Division                 | 25    | 7    | 6            | 2            | 31       | 9        |
| Bradford City       | 1911–1912           | First Division                 | 10    | 7    | 2            | 1            | 12       | 8        |
| Bradford City       | 1912–1913           | First Division                 | 13    | 9    | 0            | 0            | 13       | 9        |
| Bradford City       | Összesen            | Összesen                       | 86    | 29   | 10           | 4            | 96       | 33       |
| Leeds City          | 1912–1913           | Second Division                | 19    | 10   | 1            | 0            | 20       | 10       |
| Leeds City          | 1913–1914           | Second Division                | 29    | 12   | 2            | 0            | 31       | 12       |
| Leeds City          | 1914–1915           | Second Division                | 25    | 10   | 2            | 0            | 27       | 10       |
| Leeds City          | Összesen            | Összesen                       | 73    | 32   | 5            | 0            | 78       | 32       |
| Pályafutás összesen | Pályafutás összesen | Pályafutás összesen            | 226   | 92   | 30           | 12           | 256      | 104      |

## Forrás
- Frost, Tery. Bradford City; a Complete Record 1903–1988. Derby: Breedon Books (1988). ISBN 978-0907969389

## Fordítás
- Ez a szócikk részben vagy egészben  a   Jimmy Speirs című angol Wikipédia-szócikk ezen változatának fordításán alapul.  Az eredeti cikk szerkesztőit annak laptörténete sorolja fel. Ez a jelzés csupán a megfogalmazás eredetét és a szerzői jogokat jelzi, nem szolgál a cikkben szereplő információk forrásmegjelöléseként.